# Carbon Trust
Il Carbon Trust è una associazione non a scopo di lucro, a responsabilità limitata con capitali investiti da un garante, istituita nel 2001 per aiutare le Organizzazioni a ridurre il loro impatto in termini di carbonio in atmosfera, migliorando l'efficienza energetica,  la gestione delle proprie emissioni di gas ad effetto serra (GHG) e sviluppando tecnologie a basso impatto.  La missione dichiarata è di accelerare il passaggio ad una economia a basso impatto di emissioni di GHG (low carbon economy).  Il Carbon Trust reinveste i profitti derivanti dall'attività commerciale nella propria mission.
Il Carbon Trust aiuta aziende ed organizzazioni a ridurre le loro emissioni di carbonio fornendo supporto e consigli di specialisti. A partire da Agosto 2011 il Carbon Trust ha fatto risparmiare ai propri clienti £3.7bn di costi energetici e 38MtCO2e. Opera a livello globale e ha uffici a Londra, Pechino e New York. È particolarmente attivo in Gran Bretagna, Corea del Sud, Cina, Sudafrica e Brasile.

## Fondi e finanziamenti
Il Carbon Trust supporta anche lo sviluppo e la diffusione di tecnologia a basso impatto e partecipa attivamente allo sviluppo di tali tecnologie nei settori delle celle combustibili,  energia da moto ondoso, energia eolica, biomassa e bio combustibili.  Ha un ruolo particolarmente attivo nel settore dell'eolico d'alto mare attraverso il proprio programma “Offshore Wind Accelerator”.
Finanzia una serie di fondi di prestito – inclusi prestiti ad interessi zero per le piccole e medie imprese per attrezzature ad alta efficienza energetica in Galles e Irlanda del Nord, e a partire da aprile 2011 uno schema di finanziamento per l'efficienza energetica nel Regno Unito in collaborazione con Siemens Financial Services del valore di circa £ 550 milioni.

## Aziende consociate
Carbon Trust ha creato diverse aziende consociate, come “Partnership for Renewables”  che sviluppa energie rinnovabili per il settore pubblico e “Low Carbon Workplace”  che finanzia e sviluppa la ristrutturazione energeticamente efficiente degli edifici; “Solar Press” e “Eight 19” che lavorano nel settore fotovoltaico e “Future Blends” che converte biomassa in carburante per trasporti.

## Servizi

### Consulenza
Carbon Trust guarda alle sfide presenti e future di sostenibilità e lavora con il settore pubblico e privato per sviluppare politiche sostenibili e strategie per compiere le riduzioni.

### Attuazione
Carbon Trust fornisce supporto finanziario per aiutare le aziende a raggiungere obiettivi di riduzione dei costi e delle emissioni.  La partnership con Siemens Financial Services permette opzioni di finanziamento per i clienti.

### Carbon footprinting, verifica e Carbon Trust Standard
Carbon Trust fornisce servizi volontari di certificazione e schemi per l'uso di loghi -verifica i dati di carbon footprint di organizzazioni e prodotti e fornisce marchi di qualità alle organizzazioni per dimostrare il rispetto degli standard.

### Sviluppo di tecnologia pulita
Carbon Trust collabora con i governi, con aziende ed innovatori allo scopo di accelerare la commercializzazione di tecnologie efficienti e guidare progetti per far nascere partnership commerciali e sviluppare tecnologie a basso impatto.

### Politica e mercato
Carbon Trust fornisce analisi rispetto alle problematiche di sostenibilità, per aiutare aziende, investitori e legislatori nel loro ruolo nella riduzione delle emissioni e di risparmio energetico.

## Carbon footprinting, verifica e Carbon Trust Standard

### Carbon Label

Esempio di logo per la carbon footprint fornito dalla Carbon Trust.

La Carbon Trust Footprinting Company è un'azienda sussidiaria che supporta le organizzazioni nella misurazione delle emissioni di gas ad effetto serra legate ai propri prodotti e fornisce un logo per la carbon footprint di tali prodotti.  Misurare le emissioni legate a singoli prodotti permette di identificare le possibili riduzioni lungo la catena di approvvigionamento e distribuzione. Il logo dimostra l'impegno del produttore a ridurre il proprio impatto ogni 2 anni. La Carbon Reduction Label è stata introdotta nel Regno Unito nel 2007.
Esempi di prodotti che hanno ottenuto la certificazione del loro footprint nel Regno Unito sono Walkers Crisps, una gamma di prodotti a marchio Tesco, conti bancari Halifax, aspirapolveri Dyson, prodotti per costruttori Marshalls, pane Kingsmill, fiocchi d'avena Quakers, zucchero Silver Spoon, e Tate& Lile, cemento La Farge.
Gli standard di riferimento per l'etichettatura di prodotto sono ora formalmente riconosciuti attraverso la PAS 2050, sviluppata dal Carbon Trust congiuntamente con BSI (British Standards Institution) e Defra (Department for Environment, Food and Rural Affairs). Questa metodologia sta ora acquisendo riconoscimento a livello internazionale dopo il suo lancio nel Dicembre 2008.

### Carbon Trust Standard
Nel giugno 2008 il Carbon Trust ha introdotto il Carbon Trust Standard per affrontare il problema di quello che viene definito greenwash.  Il Carbon Trust Standard viene conferito solo ad aziende ed organizzazioni che abbiano misurato e ridotto le loro emissioni anno dopo anno. Lo standard gioca anche un ruolo nell'ambito del Carbon Reduction Commitment (schema di riduzione obbligatorio nel Regno Unito) del governo, introdotto nel 2010. Il raggiungimento dello Standard aiuterà le aziende a dimostrare di aver intrapreso per tempo azioni robuste.
Inizialmente 12 organizzazioni hanno ottenuto la certificazione Carbon Trust Standard - tra queste, i supermercati Morrisons, B&Q, Department for International Development, Dfid (Dipartimento per lo sviluppo internazionale), Thames Water (azienda per la fornitura dell'acqua pubblica) e l'editore Trinity Mirror. A partire dal maggio 2009 70 organizzazioni hanno ottenuto il Carbon Trust Standard, e tra le altre, BT Group, Kyocera, Barclays Capital, Hewlett-Packard, University of Manchester, Citrica, Ricoh, Diageo e O2. Da febbraio 2011 sono oltre 500 le organizzazioni certificate incluse Tesco, Mothercare, Moss Plastics, Manchester United, Serco, Linklaters, Bolton Wanderers Football Club, British Land e Motorola.
Il Carbon Trust Standard è presente anche direttamente a livello internazionale, grazie ad una rete di enti affiliati, con sedi in Cina (CTI International Certification Co.), in Corea del Sud (Korea Productivity Center), in Italia (Vireo Srl) e in Irlanda (Carbon Decisions).

### Verifica
Carbon Trust fornisce anche controllo indipendente della qualità dei dati aziendali di carbon footprint. Le aziende che espongono il logo Carbon Trust Verified dimostrano di aver misurato la loro carbon footprint in modo accurato rispetto alle norme internazionalmente riconosciute.

## Staff
L'attuale Amministratore delegato è Tom Delay, che è giunto al Trust dopo una carriera all'azienda Shell e da consulente gestionale.
Il Presidente attuale è James Smith, in precedenza presidente di Shell UK.
Il Direttore Operativo è Michael Rea, precedentemente consulente gestionale presso McKinsey.